# 王柏
王柏（1197年—1274年），字会之，婺州金举人。
生于宋宁宗庆元三年（1197年）。從何基學習。景定五年（1264年），王柏任麗澤書院講席。卒于度宗咸淳十年（1274年）。谥文宪。著有《诗疑》、《书疑》等，已佚。明朝時由王迪裒集为《王文宪公文集》二十卷。

## 延伸阅读
[在维基数据编辑]
 《宋史·卷438》，出自脱脱《宋史》